# HMS Harvester (H19)
O HMS Harvester foi um contratorpedeiro operado pela Marinha Real Britânica e a terceira embarcação da Classe Havant. Sua construção começou em junho de 1938 na Vickers-Armstrongs como o CT Juruá da Marinha do Brasil, porém foi comprado pela Marinha Real durante sua construção. Foi lançado ao mar em setembro de 1939 e comissionado em maio do ano seguinte. Era armado com três canhões de 120 milímetros e oito tubos de torpedo de 533 milímetros, tinha um deslocamento carregado de quase duas mil toneladas e alcançava uma velocidade máxima de 36 nós.
O Harvester entrou em serviço no começo da Segunda Guerra Mundial e quase imediatamente foi colocado para ajudar na evacuação de Dunquerque. Depois disso foi colocado na escolta de comboios no Oceano Atlântico. Foi brevemente colocado no Mar Mediterrâneo em maio de 1941, mas foi transferido para o Canadá no mês seguinte. Voltou para casa em outubro e foi convertido em um contratorpedeiro de escolta em 1942. O Harvester abalroou e afundou o submarino alemão U-444 em 11 de março de 1943, mas foi torpedeado e afundado no mesmo dia pelo submarino U-432.

## Características
O Harvester tinha 98,5 metros de comprimento de fora a fora, boca de 10,1 metros e calado de 3,8 metros. Tinha um deslocamento padrão de 1 370 toneladas e um deslocamento carregado de 1 913 toneladas. Seu sistema de propulsão era composto por três caldeiras de tubos d'água Admiralty que alimentavam duas turbinas a vapor Parsons; a potência indicada era de 34 mil cavalos-vapor para uma velocidade máxima de 36 nós (67 quilômetros por hora). Podia carregar até 480 toneladas de óleo combustível, o que proporcionava uma autonomia de 5 530 milhas náuticas (10 240 quilômetros) a quinze nós (28 quilômetros por hora). Sua tripulação era composta por 152 oficiais e marinheiros.
Foi projetado com uma bateria de quatro canhões Marco IX calibre 45 de 120 milímetros em montagens únicas, mas a última arma precisou ser removida para compensar o aumento do número de cargas de profundidade. A defesa antiaérea tinha oito metralhadoras Vickers Marco III de 12,7 milímetros em duas montagens quádruplas Marco I. Também era equipado com oito tubos de torpedo de 533 milímetros montados em dois lançadores quádruplos. Foi projetado para ter um trilho de cargas de profundidade e dois lançadores, mas durante a equipagem estes números cresceram para três e oito, respectivamente. O carregamento de cargas de profundidade foi aumentado de vinte para 110.

### Modificações
O Harvester teve seu lançador de torpedos de ré substituído por um canhão antiaéreo de 76 milímetros após a evacuação de Dunquerque em 1940, mas não se sabe exatamente quando essa modificação foi feita. Foi convertido em um contratorpedeiro de escolta em 1942 e seu armamento antiaéreo foi reforçado com dois canhões Oerlikon de 20 milímetros instalados nas laterais da ponte de comando. As metralhadoras foram substituídas por mais duas Oerlikons posteriormente. O primeiro canhão principal foi substituído por um morteiro antissubmarino Ouriço. A torre de controle de disparo e telêmetro acima da ponte foram removidos em favor de um radar de indicação de alvo Tipo 271. Um radar de varredura de superfície de curto alcance Tipo 286 foi provavelmente equipado em algum momento. O navio também recebeu um equipamento de radiogoniometria montado no alto do mastro.

## Carreira
O CT Juruá foi encomendado em 6 de dezembro de 1937 pela Marinha do Brasil dos estaleiros da Vickers-Armstrongs em Barrow-in-Furness. Seu batimento de quilha ocorreu em 3 de junho de 1938 e foi comprado pela Marinha Real Britânica em 5 de setembro de 1939, dias depois do início da Segunda Guerra Mundial, sendo inicialmente renomeado para HMS Handy. Foi lançado ao mar em 29 de setembro e renomeado em janeiro de 1940 para HMS Harvester, pois foi achado que Handy seria muito facilmente confundido com seu meio-irmão HMS Hardy. Foi comissionado em 23 de maio e brevemente fez exercícios em Portland antes de ser designado para a 9ª Flotilha de Contratorpedeiros.
Ajudou na evacuação de Dunquerque em 29 de maio e levou 272 soldados para Dover durante o dia. A situação rapidamente ficou muito perigosa para arriscar os contratorpedeiros mais modernos, assim o Harvester não fez mais resgates durante as horas do dia de 30 de maio. Esta decisão foi rescindida e o navio foi para Dunquerque na noite de 30 para 31 de maio. No caminho desviou por pouco de dois torpedos, resgatando 1 341 homens em duas viagens no dia 31 e mais 576 em 1º de junho. O Harvester foi levemente danificado por metralhadas de aeronaves alemãs neste mesmo dia e ficou sob reparos em Chatham. Recebeu ordens em 9 de junho de ir para Le Havre e resgatar mais soldados, mas nenhum foi encontrado. Embarcou 78 homens em Saint-Valery-en-Caux no dia 11. Mais tarde no mesmo mês escoltou refugiados e tropas de Saint-Nazaire e Saint-Jean-de-Luz.
O Harvester foi designado para deveres de escolta junto com o Comando das Aproximações Ocidentais de julho a setembro, resgatando noventa sobreviventes do cruzador mercante armado HMS Dunvegan Castle em 27 de agosto. O navio mais cinco contratorpedeiros da 9ª Flotilha foram designados para o Comando de Plymouth de 8 a 18 de setembro para deveres anti-invasão, retornando em seguida para suas funções anteriores de escolta. Afundou o submarino alemão U-32 em 30 de outubro com a ajuda de seu irmão HMS Highlander. Resgatou dezenove sobreviventes do navio mercante MV Silverpine em 5 de dezembro, enquanto em 3 de fevereiro de 1941 resgatou 131 sobreviventes da embarcação de abordagem oceânica HMS Crispin. Resgatou mais quatro sobreviventes de um bombardeiro da Força Aérea Real quatro dias depois.
Passou por manutenção em Barrow-in-Furness de 18 de março a 18 de abril e em seguida designado para a Força H em Gibraltar, de onde escoltou comboios para Malta em maio. Foi transferido para a Força de Escolta da Terra Nova em junho pois o vice-almirante sir James Somerville, comandante da Força H, achava que suas defesas antiaéreas eram muito fracas. Chegou em São João em 1º de julho e foi colocado no 14º Grupo de Escolta. Foi transferido três meses depois de volta para o Comando das Aproximações Ocidentais, ficando no 9º Grupo de Escolta. O Harvester foi convertido em um contratorpedeiro de escolta em Dundee de 30 de janeiro a 16 de abril de 1942. Realizou testes marítimos de seu radar Tipo 271 em maio e retomou seus deveres de escolta no Oceano Atlântico como capitânia do Grupo de Escolta B-3 da Força de Escolta Médio-Oceânica.
Passou por manutenção em Liverpool de 12 de dezembro a 11 de fevereiro de 1943. O Harvester estava escoltando o Comboio HX 228 em 11 de março quando o submarino alemão U-444 foi forçado a emergir. O contratorpedeiro o abalroou e o afundou, ficando seriamente danificado. Entretanto, mais tarde no mesmo dia, o Harvester foi torpedeado pelo U-432 e se partiu ao meio. Nove oficiais e 136 marinheiros morreram, mas a corveta francesa Aconit abalroou e afundou o U-432 e então resgatou os sobreviventes do Harvester.